# Johann Lorenz Benzler
Johann Lorenz Benzler (Lemgo, 19 februari 1747 – Wernigerode, 3 april 1817) was een Duitse bibliothecaris en vertaler naar het Duits, in het graafschap Lippe, en vanaf 1780, in het graafschap Wernigerode.

## Levensloop
Benzlers vader was een raadsheer bij het gerechtshof van Lemgo in het graafschap Lippe. Benzler studeerde rechten aan de universiteit van Leipzig doch werkte niet als jurist omdat hij hardhorend was. Vandaar keerde hij terug naar Lemgo, waar hij postmeester werd. Van 1773 tot 1783 was Benzler hoofdredacteur van de Lippische Intelligenzblätter. Dit was het ambtelijk blad van het graafschap Lippe. In deze periode woonde hij in bij zijn moeder.
Daarnaast werkte Benzler in de bibliotheek van Wernigerode vanaf 1780, waar hij tot bibliothecaris benoemd werd in 1783. Dit was een ambt in dienst van de graven van Wernigerode, die zelf in de invloedssfeer stonden van het koninkrijk Pruisen. Het hoogtepunt van zijn carrière was zijn bevordering in het jaar 1794 tot secretaris van graaf Christian Friedrich zu Stolberg-Wernigerode (1746-1824). Benzler had er de graad van hofdignitaris. Hij gaf privé les literatuur aan de gravin en haar dochter. Vanaf 1797 was hij hoofdredacteur van de Wernigerödische Intelligenzblatt, het ambtsblad van het graafschap.
In 1817 stierf Benzler ten gevolge van een ziekte aan de borstkas. Hij ligt begraven in het Theobaldifriedhof in Nöschenrode, een stadswijk van Wernigerode.

## Gezin
Benzler huwde driemaal.
- In 1775 huwde hij met Marie Sophie Charlotte Stock (1759-1789). Uit dit huwelijk werden geboren Sophie Elisabeth Charlotte (1776-1777); Johann Wilhelm August (1778-1831); Sophie Elisabeth Dorothee Juliane (1780-1785); Justus Lorenz (1782-1849) en Friedrich Henrich Leopold (1787-1790).
- In 1790 huwde hij met Elisabeth Henriette Jung (1763-1794). Uit dit huwelijk werd hun dochter Auguste Küster (1791-1875) geboren.
- In 1795 huwde hij met Wilhelmine Josepha Petronella Schädler of Scheid(e)ler. Uit dit huwelijk werd hun zoon Friedrich Leopold (1800-1803) geboren.

## Werken
Benzler legde zich toe op het vertalingen naar het Duits van werken die hij in de bibliotheek vond. Enkele voorbeelden volgen hieronder.
- Uit het Engels volgden heel wat vertalingen: kinderfabels (1770;1773;1800); gedichten (1786;1787); Geschiedenis van Rome van Oliver Goldsmith; het tijdschrift Spectator uit Londen; werk van Laurence Sterne en Jonathan Swift.
- Uit het Oudgrieks: teksten van Dionysius van Halicarnassus (1771;1772)
- Uit het Italiaans en het Frans: teksten van Francesco Petrarca
- Uit het Frans: werk van Luyack, Belle van Zuylen[3][4] en Anne Robert Jacques Turgot (1786-1796)

Daarnaast werkte hij aan herdrukken van werk van Duitse auteurs zoals Leopold Friedrich Günther von Göckingk, Justus Moser, Christoph Martin Wieland en Johann Heinrich Voß. Hij voerde correspondentie met Duitse filologen.